# 豊中ロマンチック街道
豊中ロマンチック街道（とよなかロマンチックかいどう）とは、大阪府道・京都府道43号豊中亀岡線のうち、少路北交差点（大阪中央環状線交点）以北の豊中市域の愛称である。

## 概要
近隣住民の間では「ロマンチック街道」と略されることが多いが、この略称はかつて豊中ロマンチック街道沿いに立地していた豊中緑ヶ丘病院（現在の豊中敬仁会病院）の院長が「ロマンチック街道」と名付けたことに由来する。
地域では有名なレストランやケーキ店などが多く立地することでも知られている。また、豊中市の路上に花を植える「顔づくりプロジェクト」が行われている。

## 区間
- 豊中市少路1丁目（少路北交差点） - 永楽荘4丁目（箕面市境）

## 位置情報
- ロマンチック街道（豊中西緑ヶ丘スカイハイツ前）北緯34度48分36.22秒 東経135度28分23.66秒 / 北緯34.8100611度 東経135.4732389度

## 沿道周辺
- 豊中市消防本部北消防署桜井谷出張所
- 豊中市立野畑小学校
- 千里川（野畑橋）
- 豊中警察署野畑交番
- 豊中市立第十四中学校
- 豊中市立野畑図書館
- のばたけ幼稚園
- 在大阪ロシア連邦総領事館
- 天光社（家族葬 千の風 豊中ロマンチック街道式場）